# Juan Pardo de Tavera
Juan Pardo de Tavera (Toro, 16 de mayo de 1472-Valladolid, 1 de agosto de 1545) fue un cardenal y arzobispo español que llegó a ocupar la sede primada de Toledo y el cargo de inquisidor general de España.

## Biografía
Hijo de Arias Pardo y de Guiomar Tavera, sobrino del obispo Diego de Deza, se formó en Leyes y Teología en la Universidad de Salamanca, de la que fue rector a principios del siglo XVI, así como consejero de la Inquisición española. En 1514 fue nombrado obispo de Ciudad Rodrigo. En esta época trabajó cerca de la corte de Carlos V y obtuvo de su mano el obispado en la diócesis de Osma. Presidió el Consejo de Castilla y la Chancillería de Valladolid. Su dedicación a la Corona le permitió llegar como arzobispo a la diócesis de Santiago de Compostela, al tiempo que presidía las Cortes de Toledo y las de Valladolid en 1525.
Clemente VII le nombró cardenal en el consistorio de febrero de 1531 y tres años más tarde se le destinó a la archidiócesis primada de Toledo. Renunció al Consejo de Castilla para hacerse cargo del puesto de Inquisidor general en 1539.

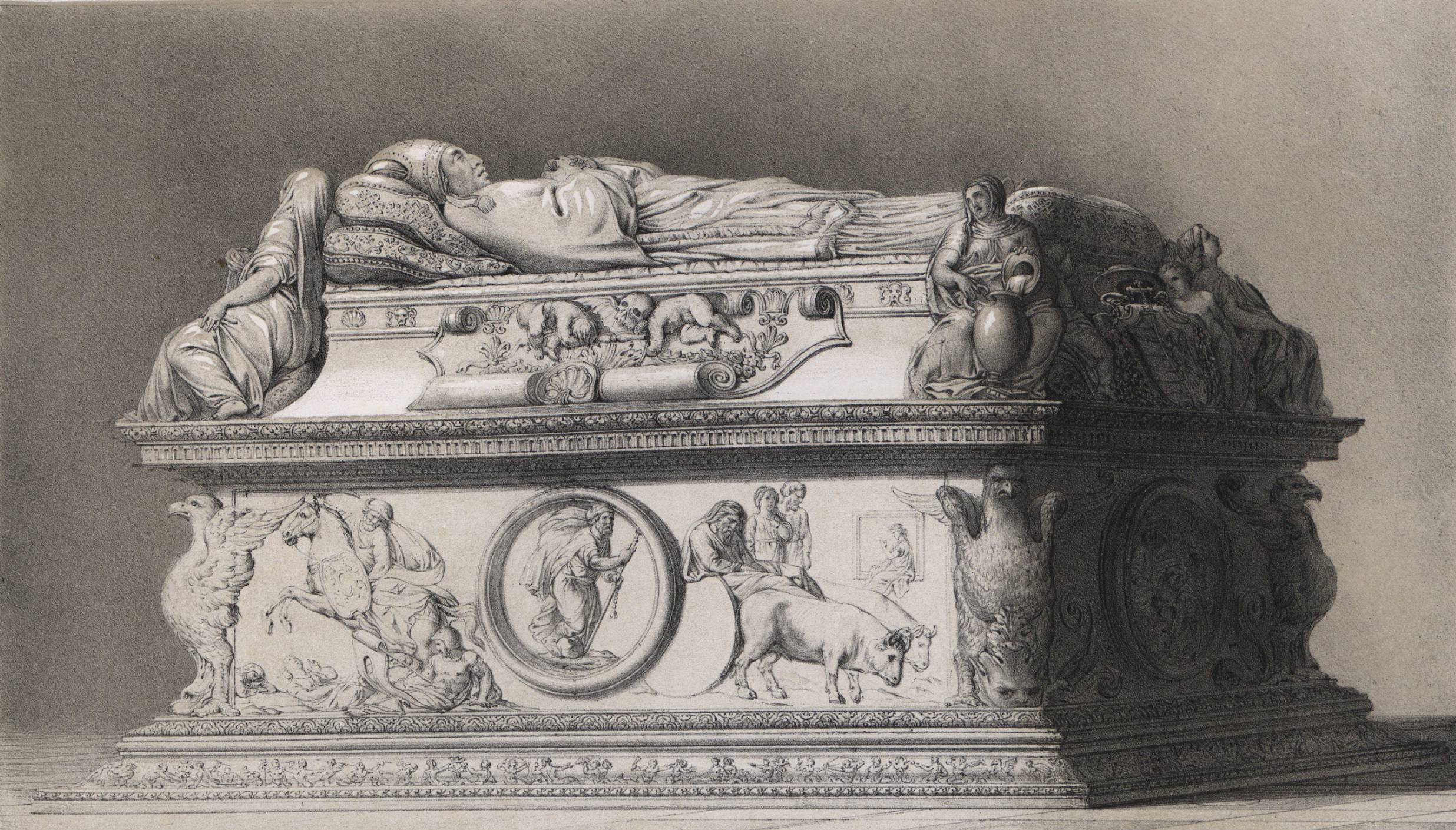
Sepulcro del cardenal Tavera

Su mayor obra en Toledo fue el hospital de San Juan Bautista (más conocido ahora como Hospital de Tavera), primer gran edificio del renacimiento clásico que se construye en Castilla, que fue concluido años después de su muerte. 
Murió en Valladolid, donde celebraba las exequias de la princesa María Manuela de Portugal, muerta al dar a luz al infante Carlos. Había pedido ser enterrado en el hospital por él fundado, pero su capilla funeraria aún no estaba terminada, así que durante unas semanas su cuerpo reposó en la catedral de Valladolid.
A fines de agosto de 1552 sus restos fueron trasladados finalmente a Toledo y descansan en el magnífico sepulcro realizado por Alonso de Berruguete en mármol de Carrara.
Hacia 1610 El Greco pintó un famoso retrato del cardenal, obviamente póstumo, que se conserva en el Hospital fundado por él. Dado que el pintor no pudo conocer al prelado, se basó en una máscara mortuoria hecha por Alonso Berruguete, igualmente conservada en la citada fundación toledana.